# Paolo Vannucci (militare)
Paolo Vannucci (Martinez, 27 ottobre 1917 – Gruda, 18 settembre 1943) è stato un militare italiano, insignito della medaglia d'oro al valor militare alla memoria nel corso della seconda guerra mondiale.

## Biografia
Nacque a Martinez, California, il 27 ottobre 1917, figlio di Paolo e Eufelia Acerbi. Rimasto orfano di padre all'età di due anni, deceduto in un incidente sul lavoro all'estero, la madre, vista l'impossibilità di mantenersi da sola, decise di ricongiungersi ai parenti e di rientrare a Suvereto con il figlio. Rientrato in Italia, frequentò le scuole elementari del paese e fu prima aspirante e poi socio effettivo del locale circolo giovanile dell'Azione Cattolica. Iniziati gli studi ginnasiali presso il seminario vescovile di Massa Marittima, si trasferì per lo studio superiore all'Istituto magistrale di Livorno e, conseguito il diploma, fu nominato insegnante elementare. Volendo continuare gli studi, si iscrisse alla facoltà di lettere e filosofia dell'università di Firenze, ma nel corso del suo primo anno accademico fu chiamato a prestare servizio militare nel Regio Esercito e il 31 maggio 1941 fu ammesso al periodo applicativo nella scuola allievi ufficiali di Spoleto. Promosso sottotenente di fanteria nell'ottobre dello stesso anno, fu assegnato al 28º Reggimento fanteria, passando quindi al 94º Reggimento fanteria e, infine, al 120º Reggimento fanteria della 155ª Divisione fanteria "Emilia", di stanza in Montenegro, prendendo ufficialmente servizio dal 1º dicembre. Imbarcatosi a Bari il 23 marzo del 1942, sbarcò a Cattaro due giorni dopo, città montenegrina inserita nel governatorato della Dalmazia, per assumere il comando di un plotone di mitraglieri della 1ª Compagnia del 120º Reggimento. Qui si trovava all'atto della firma dell'armistizio di Cassibile che decretò sì la fine delle ostilità con gli Alleati, ma provocò la decisa reazione degli ex alleati tedeschi. Già il 9 settembre, infatti, la Wehrmacht attaccò le guarnigioni italiane per occupare il territorio e annetterlo allo Stato indipendente di Croazia, con i reparti italiani che, in assenza di ordini precisi, iniziarono subito a sbandarsi per trovare una via di fuga e non rischiare la deportazione in Germania.
Invece di arrendersi ai tedeschi, egli schierò il suo plotone a Gruda, nelle bocche di Cattaro, cercando di sfruttare al meglio la caratteristica morfologia del territorio per sopperire alla evidente disparità numerica, tutta a favore dei tedeschi. Il tentativo di resistenza sarebbe servito, secondo il suo parere, a permettere ai restanti reparti della divisione di sganciarsi con successo e imbarcarsi per raggiungere il territorio italiano già liberato dagli Alleati. La resistenza agli attacchi tedeschi durò alcuni giorni, fino al giorno 15, con i soldati italiani che, abilmente comandati, ripiegarono ordinatamente sulle linee difensive più arretrate, continuando sempre a combattere. Il 15 settembre, vista l’ormai preoccupante penuria di munizioni, egli si convinse a coordinare un’ultima difesa, durante la quale fu seriamente ferito e, successivamente, catturato. Posto in stato di arresto, tre giorni dopo venne condannato a morte per rappresaglia e fucilato da un plotone di militari tedeschi. Per onorarne il coraggio fu decretata la concessione della medaglia d'oro al valor militare alla memoria e l'Università di Firenze gli conferì la laurea "honoris causa" in lettere.

### Annotazioni
1. ↑  La famiglia, originaria di Suvereto, un piccolo comune in provincia di Livorno, si era da qualche tempo trasferita negli Stati Uniti d'America alla ricerca di una migliore condizione economica.

### Fonti
1. 1 2 3 4 5 6  Combattenti Liberazione.
2. 1 2 3  Gruppo Medaglie d'Oro al Valor Militare 1965, p. 313.
3. 1 2 3 4 5 6 7 8 9  Biografie di Resistenti.
4. ↑   Medaglia d'oro al valor militare Vannucci, Paolo, su quirinale.it, Quirinale. URL consultato l'11 luglio 2021.